# Upolampes evena
Upolampes evena är en fjärilsart som beskrevs av William Chapman Hewitson 1876. Upolampes evena ingår i släktet Upolampes och familjen juvelvingar. Inga underarter finns listade i Catalogue of Life.

## Bildgalleri

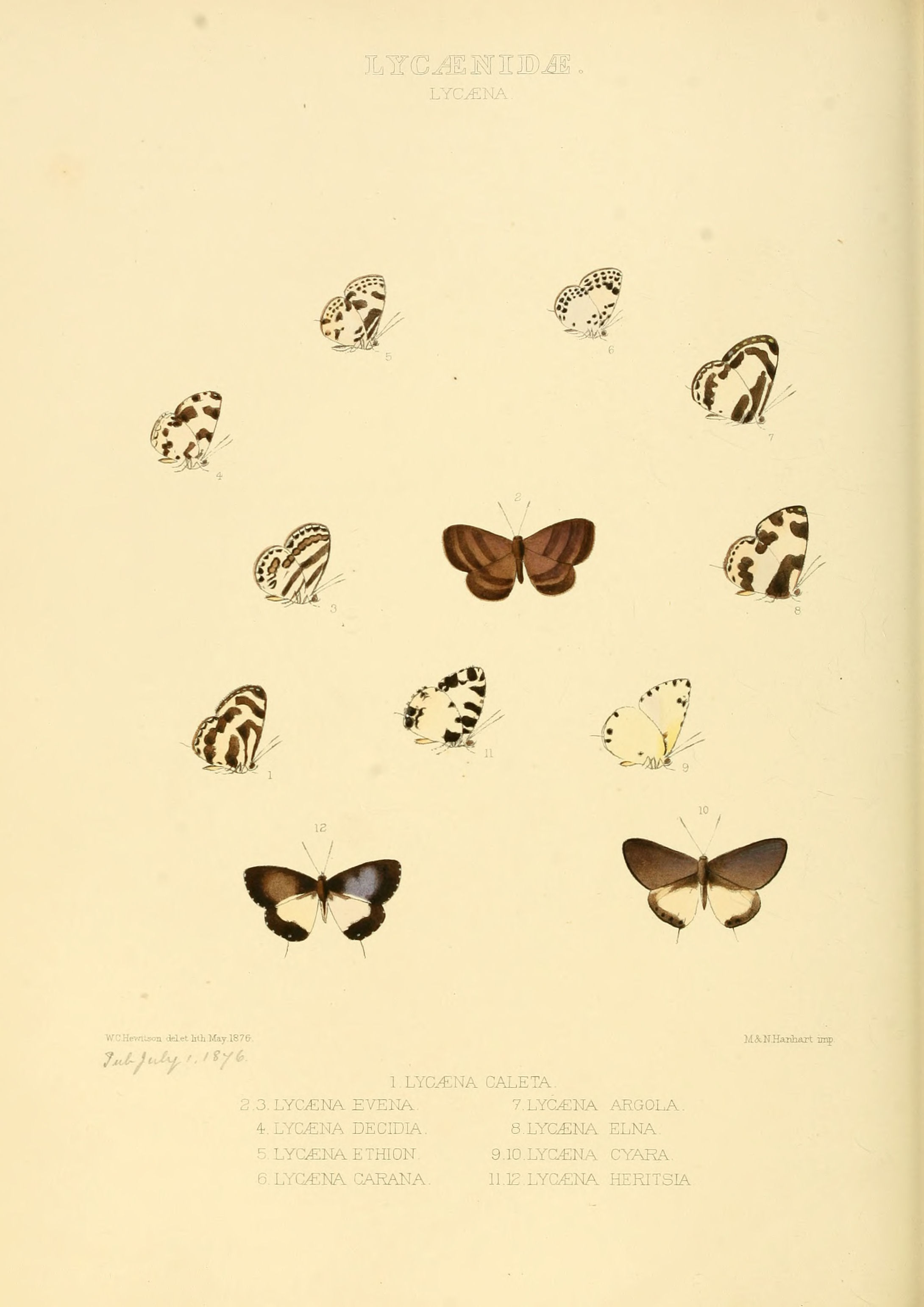
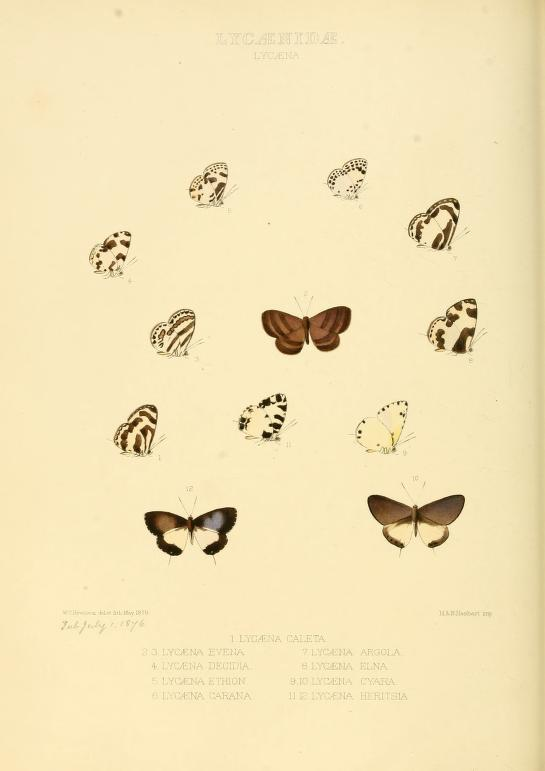
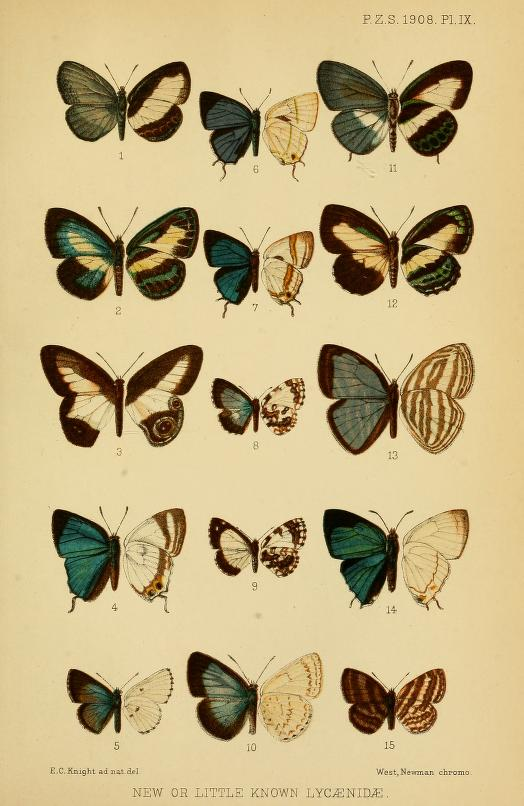